# Сант’Ана Авањина (Кунео)
Сант’Ана Авањина је насеље у Италији у округу Кунео, региону Пијемонт.
Према процени из 2011. у насељу је живело 954 становника. Насеље се налази на надморској висини од 444 м.